# Лаверий
Лаверий (Лавьеро; лат. Laverio, итал. Laviero; III век, Теджано, или Ачеренца, или Рипакандида — 17 ноября 312, Грумент) — святой мученик, воин. День памяти — 17 ноября
Святой Лаверий был римским воином, пострадавшим за исповедание Христовой веры. Согласно средневековым источникам, Лаверий родился в Теджано, или Ачеренца, или Рипакандида в семье Сергия (Sergia). Его отец по имени Ахилл исповедовал язычество. Также у него был брат по имени Мариан.
О жизни и подвигах святого рассказывается в Gesta Sancti Laverii — житии, написанном в 1162 году неким Роберто из Романы, диаконом из Сапонара (Grumento), и претерпевшем дополнения и изменения в XV или XVI веке.
На св. Лаверия (17 ноября) снег ложится на горы. (Народная примета)